# Julius Hohberg

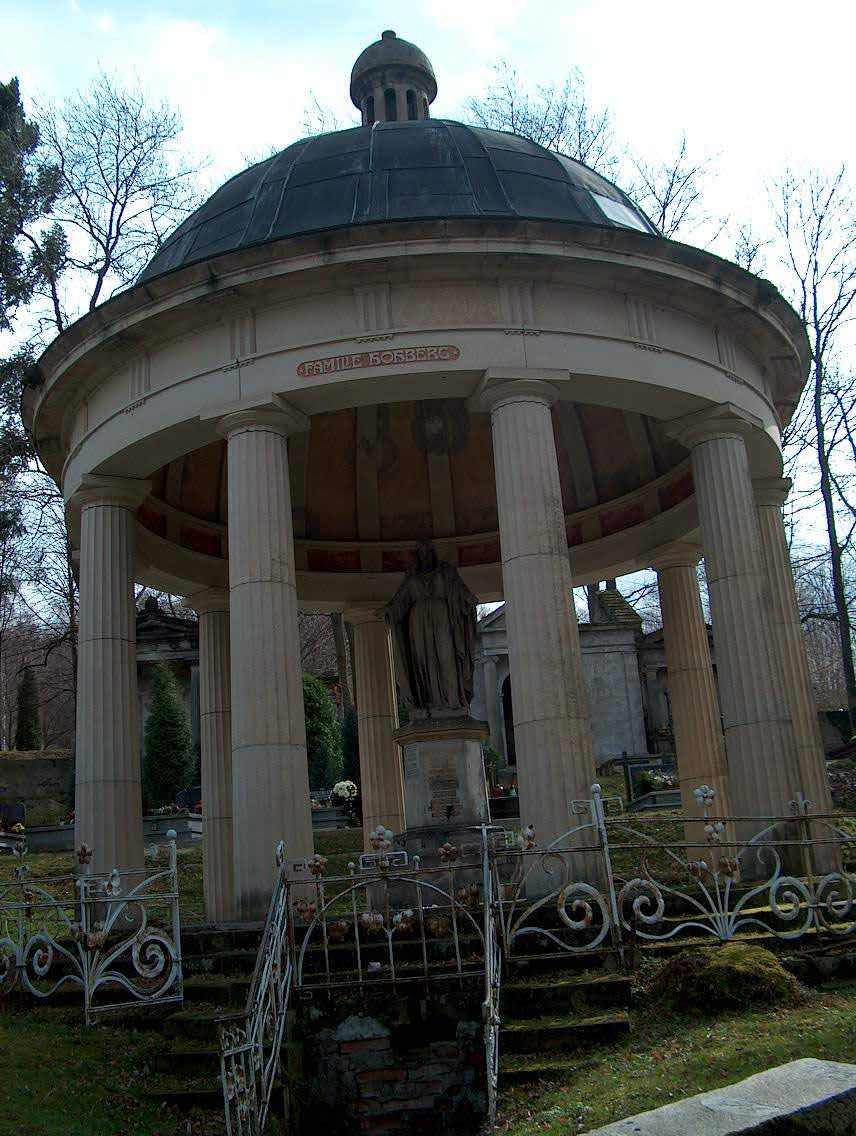
Mauzoleum Hohbergów w Lwówku Śląskim

Julius Hohberg (ur. 31 maja 1839, zm. 5 sierpnia 1907) – niemiecki przemysłowiec, piwowar, założyciel browaru przemysłowego w Lwówku Śląskim.
W 1861 roku przybył z Kowar do Lwówka Śląskiego i zakupił od magistratu miasta budynki miejskiego zakładu piwowarskiego założonego w 1850 roku. Gruntownie je przez lata rozbudował i unowocześniał tworząc z nich jeden z największych browarów na Dolnym Śląsku.
Pochowany w mauzoleum rodzinnym na cmentarzu komunalnym w Lwówku Śląskim.